# Lyriothemis pachygastra
Lyriothemis pachygastra е вид водно конче от семейство Libellulidae. Видът не е застрашен от изчезване.

## Разпространение
Разпространен е в Китай (Гуандун, Гуанси, Гуейджоу, Джъдзян, Дзилин, Дзянси, Дзянсу, Ляонин, Фудзиен, Хайнан, Хубей, Хунан, Хъйлундзян, Хънан, Шандун, Шанхай, Шънси и Юннан), Русия (Курилски острови, Приморски край и Сахалин), Северна Корея, Тайланд, Южна Корея и Япония.

## Описание
Популацията на вида е стабилна.